# Дима Микола Федорович
Микола Федорович Дима (нар. 1 жовтня 1936, село Пахалівка, тепер Слов'яносербського району Луганської області) — український радянський діяч, 1-й секретар Стахановського міськкому КПУ Ворошиловградської (Луганської) області. Член Ревізійної Комісії КПУ в 1986—1990 р.

## Біографія
Трудову діяльність розпочав у 1954 році слюсарем із ремонту вагонів вагонного депо станції Сентянівка Донецької залізниці. Служив у Військово-морському флоті СРСР.
Член КПРС з 1959 року.
У 1962 році закінчив Кадіївський гірничий технікум Луганської області.
З 1962 року працював електрослюсарем, механіком, завідувачем підземного електровозного гаража шахти імені XXII з'їзду КПРС Луганської області. У 1966—1969 р. — підземний механік дільниці шахти № 8/8 біс Луганської області. У 1969—1971 р. — головний енергетик, а у 1971—1975 р. — секретар партійного комітету шахти «Максимівська» міста Кадіївки Ворошиловградської області.
Закінчив Комунарський гірничо-металургійний інститут Луганської області, здобув спеціальність гірничого інженера-електромеханіка.
У 1975—1980 р. — 2-й секретар Кадіївського (Стахановського) міського комітету КПУ Ворошиловградської області.
У 1980—1981 р. — голова виконавчого комітету Стахановської міської ради народних депутатів Ворошиловградської області.
У 1981—1989 р. — 1-й секретар Стахановського міського комітету КПУ.
У 1989—2001 р. — заступник директора з якості Стахановського коксохімзаводу Луганської області.
З 2001 року — на пенсії у місті Стаханові (Кадіївці) Луганської області.

## Нагороди
- орден Трудового Червоного Прапора
- орден Знак Пошани
- медалі
- кавалер знаку «Шахтарська слава» I-III ст.
- почесний громадянин міста Стаханова (Кадіївки)